# Rei Aoki
Pour les articles homonymes, voir Aoki.
Rei Aoki, née le 11 juillet 1984 à Tokyo, est une actrice japonaise en films pornographiques et un mannequin de charme.

## Biographie et carrière
Rei Aoki (青木玲, Aoki Rei) est née le 7 novembre 1984 à Tokyo, Japon. Pétillante, souriante et enjouée, elle est dotée d’un sens aigu de l'humour lors de ses interviews, elle aime cuisiner et en a fait son passe temps favori.
Elle a interprété une grande variété de films X renfermant des scènes de masochisme, soumission, viol simulé et/ou lactation , .

## Filmographie
Les vidéos sont regroupées par années et dans l’ordre de leur parution. Les titres sont à la fois en anglais et en japonais. Les titres japonais, qui apparaissent sur la couverture de la boîte, sont traduits en anglais ou sont ceux utilisés lors de leur parution en langue anglaise. Ils ne sont pas toujours en rapport.
La durée du film est indiquée en minutes. Le « label » inclus le nom du fabricant, le nom du producteur ainsi que le numéro d’identification suivi du nom du réalisateur lorsqu’il est connu.
La colonne  « Notes » inclut une courte description lorsqu’il s’agit de films spécialisés, une liste des autres acteurs et s’il s’agit d’une anthologie (Anth.) ou d’une compilation (Comp.). Anthologie signifie qu’il s’agit d’une vidéo regroupant des scènes interprétées en solo par des actrices différentes. Le terme de Compilation doit être interprété comme une vidéo regroupant des scènes tirées de vidéos déjà publiée auparavant. Seules un certain nombre de compilations sont listées. Il en existe beaucoup d’autres. Enfin, la lettre ‘’C’’ est apposée pour les films censurés. La lettre ‘’U’’ concerne les films non censurés
| Titre du film                                      | Durée (en minutes) | Producteur                              | Réalisateur | Parution | Notes |
| -------------------------------------------------- | ------------------ | --------------------------------------- | ----------- | -------- | --- |
| Natural beauty                                     | 60 minutes         | Kuki, AZ-010                            |             |          | C "Début" |
| Climax Gokujyo                                     | 175                | Yellow, ELO-127                         |             |          | C Saphisme - Avec: Nene & Asahi Miura                                                                                         |
| Gokkun Club Collection                             | 245                | Moodyz, MIBD-054                        |             |          | C Bondage, Bukkake, Fétichisme, Sexualité en groupe - Avec: Yuria Yoshinaga, Amai Mitsu & Momo Mizutani                       |
| Last Look 3 Hour Retirement Special                | 245                | Moodyz, MIGD-122                        |             |          | C Bondage, Fétichisme, Sexualité en groupe - Identique à Paipan Hyper Digital Mosaic Pixellisation réduite au strict minimum. |
| Quality Body Special                               | 235                | Moodyz, MIRD-033                        |             |          | C Bondage, Saphisme, Gang bang - Avec: Nayuka Mine, Erika Sato & Rio Hamasaki                                                 |
| Shiofuki Semen Gangbang                            | 120                | Beauty, BTYD-077                        |             |          | C Bukkake, Gang bang |
| Digital Mosaic 27                                  | 130                | Moodyz, VHS : MDE-168, DVD : MDED-168   |             |          | C Bondage, Masochisme |
| Paipan Hyper Digital Mosaic 63                     | 180                | Moodyz, MIDD-308                        |             |          | C Dernière vidéo avant de quitter l'industrie du film pornographique.                                                         |
| Best 4 Hours                                       | 215                | Marx, SBB-018                           |             |          | C |
| Bondage Battle 5                                   | 80                 | Cinemagic, DD-132                       |             |          | C BDSM - Avec Yui Asahina & Rin Kisaragi. Actrice principale: Yui Asahina                                                     |
| The Woman Who Tells A Lie                          | 125                | Audaz, PSD-139                          |             |          | C (Anth). De la même veine que la série: For Your Best Masturbation                                                           |
| Principal                                          | 130                | Moodyz, MDLD-392                        |             |          | C |
| Complete Edition                                   | 140                | Wanz Factory, WX-135                    |             |          | C |
| Extreme Bitch 6 Fucks                              | 125                | Moodyz, MIAD-034                        |             |          | C |
| Triple Cast 3                                      | 120                | Soft On Demand, SDDM-518                |             |          | C Avec: Miki Uehara & Aya Fujii                                                                                               |
| Lacivious Woman Announcer                          | 100                | Audaz, PSD-145                          |             |          | C |
| Surprise Penis Inspection                          | 100                | Soft On Demand, SDDM-578                |             |          | C Fétichisme |
| Endless Fucker 2005                                | 150                | Dogma, DDT-114                          |             |          | C Bondage, Sexualité en groupe                                                                                                |
| Face 68                                            | 100                | Audaz, FAD-068                          |             |          | C |
| Black Game                                         | 120                | Wanz Factory, DB-102                    |             |          | C Identique à Appetite for Destruction                                                                                        |
| Ryubaku Fondness Training 31                       | 105                | Attackers, RBD-043                      |             |          | C BDSM |
| Kiss Illusion Theater 4                            | 130                | Moodyz, VHS : MDL-275, DVD : MDLD-275   |             |          | C (Comp), Fétichisme |
| Battered Female Warrior                            | 80                 | Cinemagic, VS766                        |             |          | C BDSM - Avec: Yui Asahina |
| Ladys Evangelist of Anals Pleasure 2               | 120                | Wasp, CBD027                            |             |          | C (Comp), BDSM |
| Anthology                                          | 140                | Audaz, PSD165                           |             |          | C Comp |
| Digging into Pussy                                 | 115                | Marx, SMA-074                           |             |          | C |
| Camel Toe Fetish                                   | 115                | Marx, SMA-074                           |             |          | C Identique à Digging into Pussy                                                                                              |
| Restricted Masochist Actress                       | 120                | Marx, SMA-069                           |             |          | C (Comp), Bondage |
| Female Lawyer                                      | 120                | Attackers, SHKD-228                     |             |          | C (Comp) |
| Camel Toe Fetish 2                                 | 125                | Moodyz, MDXD-119                        |             |          | C Identique à Digging into Pussy 2 et The Stake Lump Steal Manjyu                                                             |
| Star Box 49                                        | 52                 | Wasp, SBD-049                           |             |          | C Fellation, Cosplay, |
| Cunt Shown Carelessly                              | 100                | Wanz Factory, QQ-101                    |             |          | C (Comp) |
| Cross                                              | 130                | Moodyz, VHS: MDL-156, DVD :MDLD-156     |             |          | C (Comp) - Avec: Rubi Aiba |
| Female Doctors Ecstasy                             | 90                 | Soft On Demand, SDDM-516                |             |          | C (Comp), Identique à Splashing Pussy                                                                                         |
| Immoral Angel                                      | 70                 | Cinemagic, VS-759                       |             |          | C Bondage |
| Confinement Chair Trance                           | 145                | Dogma, DDT-094                          |             |          | C (Comp), Identique à Restricted Chair                                                                                        |
| Extreme Rebellion                                  | 125                |                                         |             |          | C (Comp), Identique à Goku Ran                                                                                                |
| Face in Harajuku Body in the Car                   | 120                | Hot, KAI27K                             |             |          | C |
| Flow My Love Juice                                 | 145                | Dogma, DDN-079                          |             |          | C (Comp) |
| Lewd Woman and Spermatozoon                        | 110                | Moodyz, VHS: MDL-247, DVD: MDLD-247     |             |          | C (Comp) |
| Goku Ran                                           |                    | Glayz, RAN-006                          |             |          | C |
| Rape Woman                                         | 90                 | Waap, GOD-162                           |             |          | C |
| Maison de FUDORU                                   | 130                | Kasakura, NOV-8260                      |             |          | C (Comp) |
| Ravishment for Men                                 | 90                 | Waap, GOD-162                           |             |          | C (Comp) |
| The Habit of Molester Pleasure                     | 90                 | Di Maggio, DMG-017                      |             |          | C (Comp) |
| Wonderful Onapet of Obedience Actress              | 85                 | DiMaggio, DMG-019                       |             |          | C (Comp) - Bondage |
| Health Teacher                                     | 95                 | Dream Ticket, VHS: EX-048, DVD: EXD-048 |             |          | C Bukkake |
| Instructional Semen Guidance                       | 100                | Dream Ticket, EXD-048                   |             |          | C Identique à Health Teacher                                                                                                  |
| Make a Play for Rei Aoki                           | 90                 | Glayz, GON-097                          |             |          | C (Comp) |
| Kiss and Sex of Beautiful Woman 7                  | 140                | Dogma, DDN-069                          |             |          | C Comp) |
| Face 68                                            | 95                 | Audaz, VHS: FA-068, DVD: FAD-068        |             |          | C Fétichisme |
| Hypnotism IV                                       | 170                | Audaz, VHS: D018, DVD: D-018            |             |          | C (Comp) |
| Dream Woman 28                                     | 100                | Moodyz, VHS: MDE-199, DVD: MDED-199     |             |          | C (Comp) |
| Coach - Pheremone Lesson                           | 60                 | Kuki, AZ-014,                           |             |          | C |
| Sex On The Beach 4                                 | 120                | Moodyz, VHS: MDLD-125, DVD: MDLD125     |             |          | C (Comp) |
| Private Tutor                                      | 60                 | Kuki, AZ-014                            |             |          | C Identique à Pheremone Lesson                                                                                                |
| Erotic Suspense                                    | 310                | Prestige, HLD-001                       |             |          | C Avec: Shizuku Tsukino |
| Love Affair To Make Beauty Sister                  | 120                | Waap, GOD-169                           |             |          | C |
| The Body is Within a Vehicle                       | 120                | Hot, KAI-27K                            |             |          | C |
| For the Best of Onanie of You                      | 120                | Moodyz, MDED-279                        |             |          | C |
| High Class Soap Choice Young Bubble Ladies - Hubb  | 240                | Glayz, RAN-018T                         |             |          | C |
| SOD Employee Impromptu                             | 90                 | Soft On Demand, SDDM-578                |             |          | C |
| Special Collection of Female Gushing in 2003 and 2 | 130                | Soft On Demand, SDDL-373                |             |          | C (Comp) Avec: Nana Natsume, Noa                                                                                              |
| Semen-Drinking Club 3 DX                           | 90                 | Moodyz, MDLD-367,                       |             |          | C |
| Floss Bakuri Sweet Steamed Bun 2                   | 120                | Moodyz, MDXD-119                        |             |          | C |
| Cosplay Pervert Bus                                | 150                | Kasakura Video, DVD:20 novembre 2008    |             |          | C |
| Closed Room Pheromone 5                            | 150                | Dogma, DDN-100                          |             |          | C |
| Futanarism                                         | 135                | Dogma, DDN-104                          |             |          | C Avec: Riko Tanaka |
| Anal Ecstasy Teller 2                              | 120                | Waap, CBD-027                           |             |          | C |
| The Best of Kiss and Sex                           | 150                | Dogma, DDN-107                          |             |          | C |
| AV World.s No1 Slut Full Slottle                   | 60                 | I Energy, IDOL-016,                     |             |          | C |
| Perfect Control 4 Hours                            | 210                | Marx Brothers, SBB-018                  |             |          | C (Comp) |
| Dense 3P 4 Hours                                   | 240                | Moodyz, MIBD-073,                       |             |          | C (Comp), Avec: Kaya Yonekura                                                                                                 |
| KUKI Pink File                                     | 12                 | Kuki, KK-110                            |             |          | C |
| Deluxe                                             | 240                | Moodyz, MIRD-028                        |             |          | C (Comp). Avec plusieurs autres actrices                                                                                      |
| Teacher Rape                                       | 120                | Moodyz, MIDD-351                        |             |          | C |
| Rei Aoki - recensored with thin mosaic             | 240                | Audaz, PSSD-068                         |             |          | C Pixellisation minimale |
| Rei Aoi Best 8 hours                               | 480                | Moodyz, MIBD-314                        |             |          | C (Comp) |